# Albert Büche
Pour les articles homonymes, voir Büche.
Albert Büche (né en 1911 et mort à une date inconnue) était un joueur de football international suisse, qui jouait au poste d'attaquant.

## Biographie
En club, il évolue en attaque dans le championnat suisse au FC Nordstern Bâle. Il est appelé par l'entraîneur suisse Heini Müller pour participer à la coupe du monde 1934 en Italie, où la sélection parvient jusqu'en quart de finale.